# Galleria di base del Monte Ceneri
La galleria di base del monte Ceneri è un traforo ferroviario a due canne, della lunghezza di 15,4 km, ubicato alle pendici del Monte Ceneri, nel Canton Ticino, in Svizzera.
È stata realizzata nell'ambito del progetto AlpTransit e rappresenta la continuazione verso sud della galleria di base del San Gottardo. I lavori di costruzione sono iniziati il 2 giugno 2006 e si sono ufficialmente conclusi il 1º settembre 2020 con la consegna dell'opera alle Ferrovie Federali Svizzere. Il successivo 4 settembre, c'è stata l'inaugurazione ufficiale alla presenza della presidente della Confederazione Simonetta Sommaruga.

## Storia
I lavori di costruzione sono durati circa 14 anni, con l'inizio delle attività di cantiere ad aprile 2006, la conclusione delle attività di scavo e messa in sicurezza nel gennaio del 2016 e infine l'apertura al traffico rotabile a dicembre 2020.
La messa in servizio della galleria permette un notevole risparmio di tempo nei vari collegamenti: a esempio tra Lugano e Locarno il tempo di percorrenza è passato da 58 a 30 minuti e tra Bellinzona e Lugano da 31' a 19' (con la S10) e da 27 a 13 minuti con Intercity. L'opera comporta un miglioramento delle interconnessioni con la vicina Lombardia e l'istituzione di nuove linee ferroviarie da parte della TiLo.
Col completamento di quest'opera pubblica, unitamente a quella del San Gottardo, si è ottenuta una linea ferroviaria quasi completamente pianeggiante, in grado di accogliere sul suo percorso treni merci dal peso complessivo di 2000 tonnellate senza la necessità di locomotori supplementari, nonché treni ad alta velocità.
Con la nuova galleria viene evitata la percorrenza della tratta in forte salita tra Giubiasco e Rivera-Bironico, dove il treno supera un dislivello di circa 240 metri.

## Costruzione

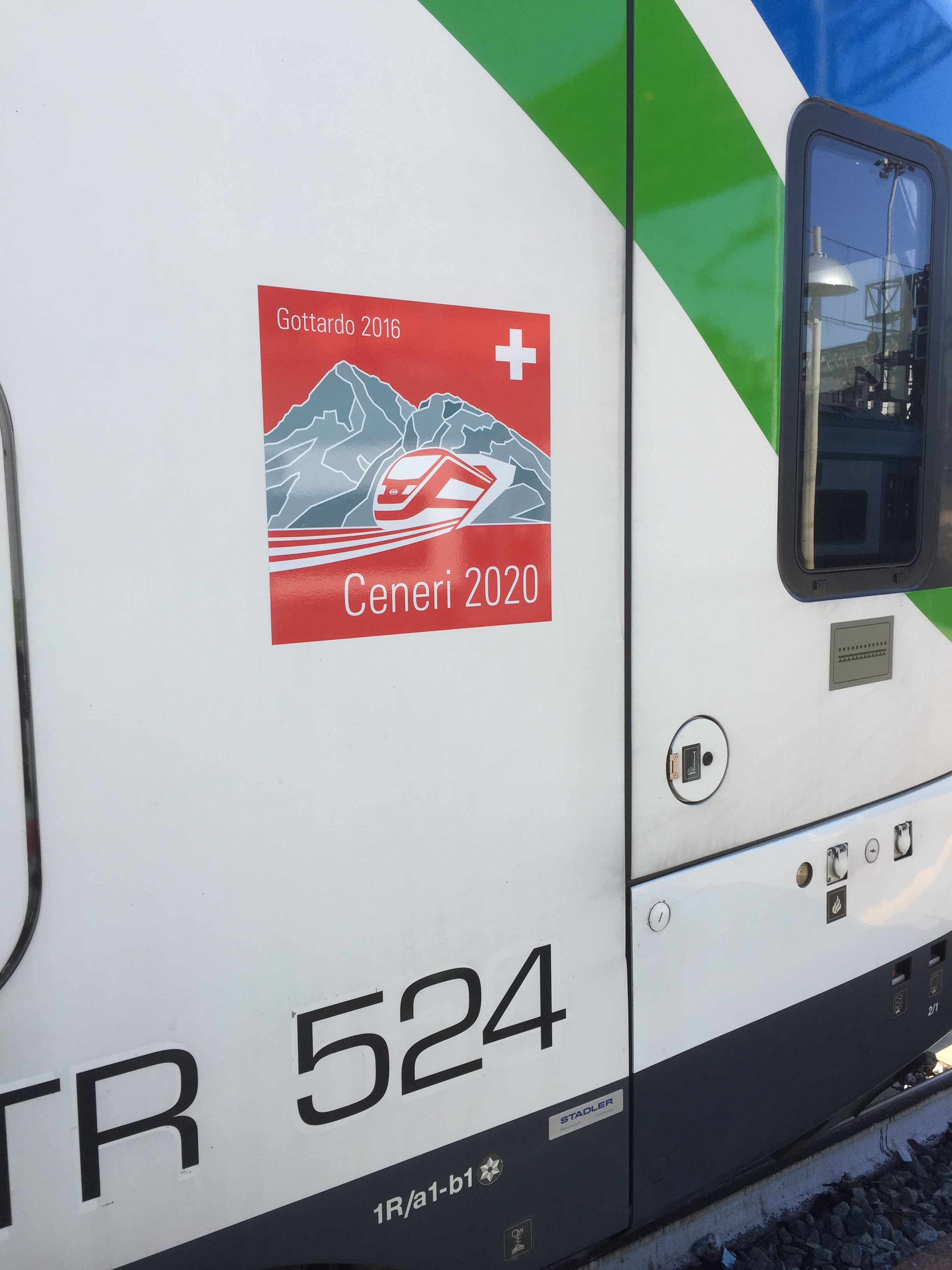
Adesivo celebrante l'apertura del tunnel sulla fiancata di un treno TiLo.

La costruzione a due tunnel paralleli è stata decisa per ragioni di sicurezza e di praticità; la presenza di due condotte a binario singolo con cunicoli trasversali di collegamento ben distanziati (anche se non sono previste zone di interscambio) a fronte dell'unico tunnel a doppio binario inizialmente previsto dovrebbe aver ridotto anche il tempo tecnico dello scavo.